# Нёфшатель-Эс-Лебурньёф

Округ Нёфшатель-Эс-Лебурнёф, район Ле-Ривьер, Квебек

Нёфшатель-Эс-Лебурньёф — округ в районе Ле Ривьер в городе Квебек, в Канаде. До включения в состав города Квебек, его территория была городом Нёфшатель и территорией Западный Шарльбур (ныне Лебурньёф).
Территория округа включает в себя весь район к северу от шоссе Фелис-Леклерк и к востоку от реки Сен-Шарль. Расположен недалеко от географического центра города Квебек.
В Совете Квебека округ представлен как Лебурньёф и Нёфшатель. Советники — Франсуа Пикар и Патрис Паке.

## История
Основание прихода Сен-Амбруаз-де-ла-Жан-Лоретт в 1795 году знаменует собой начало колонизации территории округа. Однако в конце XVII века здесь снова появились гуроны, которые поселились в Лоретт после ухода его основателей (ныне это Л'Aнсьенн-Лоретт). Их резервация Уэндейк теперь находится за пределами округа.
В 1913 году северная часть прихода стала отдельным городом Лореттвилем, в то время, как южная часть сохраняла название Сен-Амбруаз до 1963 года, когда сменила его на Нёфшатель. В 1971 году этот городок был включен в состав города Квебека. 1 января 2002 года его территория вошла в состав районов Ла От-Сен-Шарль и Де-Ривьер.
Лебурнёф был образован на территории Западного Шарльбура, оторванного от Шарльбура в 1952 году и включенного в состав города Квебек в 1973 году и части территории бывшего городка Нёфшатель. Название территории было составлено из названий Шарльбура и Нёфшателя.
До 50-х годов XX века территория округа была занята в основном сельскохозяйственными угодьями и была малонаселенной. Ныне активно урбанизируется.

## Главные улицы
- Бульвар Бастьен;
- Бульвар Робер-Бурасса;
- Шоссе Лорентьенн;
- Шоссе Фелис-Леклерк;
- Бульвар Лебурнёф;
- Авеню Шаво;
- Бульвар Пьер-Бертран.

## Парков и зоны отдыха
- Линейный парк реки Сен-Шарль и Бержер;
- Парк Сент-Андрэ;
- Мега-парк Ле Галери-де-ла-Капиталь.

## Культовые сооружения
- Церковь Святого Андрея;[2]

## Торговые центры
- Торговый центр Ле Галери-де-ла-Капиталь;

## Школы и центры образования
- Академия Святого Людовика;
- Школа Святого Людовика Гонзага;
- Начальная школа Святого Бернарда;

## Другие известные здания
- Библиотека Лебурнёф.
- Провинциальная тюрьма Квебека;